# Zak Knutson
Zak Knutson (nascut el 4 de gener de 1974 a Detroit, Michigan) és un director, productor, escriptor i actor.

## Carrera professional

### Dècada de 1990
A partir de 1993, Knutson va actuar en diversos programes de televisió com The Fresh Prince of Bel-Air, Coach, Beverly Hills, 90210, i The John Larroquette Show.

### 2000
L'any 2000, Knutson va aconseguir un paper d'assistent a View Askew Productions. El 2005, va crear la productora Chop Shop Entertainment amb l'amic de sempre Joey Figueroa.

### Dècada de 2010
L'últim projecte de Chop Shop va ser Milius, un documental sobre el rebel de Hollywood John Milius. La pel·lícula es va estrenar al SXSW Film Festival el 2013. La pel·lícula també es va presentar al Festival de Cinema de Telluride i al BFI London Film Festival.
El 2014, Knutson va dirigir Marvel 75: From Pulp to Pop per Marvel i ABC Television.
Knutson va dirigir Shock the World, un documental sobre el camí de Jesse Ventura des de lluitador professional fins a governador de Minnesota. Shock the World es va estrenar l'abril de 2015 al Tribeca/ESPN Sports Film Festival.
Knutson va dirigir Marvel's Captain America: 75 Heroic Years, que fou emès per ABC el 19 de gener de 2016.
La pel·lícula Supercon, protagonitzada per Clancy Brown, Maggie Grace i John Malkovich, va ser escrita per Knutson (juntament amb Dana Snyder  i Andy Sipes) i dirigida per Knutson.

## Vida personal
En la seva joventut, Knutson era un àvid surfista i un fan de la pel·lícula El gran dimecres. Knutson va treballar com a gorila a mitjans de la dècada de 1990 i com a guia turístic per a Universal Studios Hollywood.

## Filmografia
| Any  | Pel·lícula                                         | Director | Productor | Editor | Actor | Notes |
| ---- | -------------------------------------------------- | -------- | --------- | ------ | ----- | --- |
| 1993 | The John Larroquette Show                          |          |           |        | Sí    | Episodi "There's a Mister Hitler Here to See You" com a Hanz |
| 1994 | Fresh Prince of Bel-Air                            |          |           |        | Sí    | Episodi "I Know Why the Caged Bird Screams" com a futbolista #2 |
| 1994 | Star Trek: Deep Space Nine                         |          |           |        | Sí    | Episodi "Civil Defense" com Pakled Commander |
| 1994 | Coach                                              |          |           |        | Sí    | Episodis "The Popcorn Bowl" ai "Out of Control" xom Doug Prescott |
| 1995 | Sisters                                            |          |           |        | Sí    | Episodi "Sleeping with the Devil" com a noi borratxo |
| 1995 | Burke's Law                                        |          |           |        | Sí    | Episodi "Who Killed Cock-a-Doodle Dooley?" com a Detectiu Dan Cutter |
| 1995 | Species, espècie mortal                            |          |           |        | Sí    | Com a Club Doorman (sense acreditar) |
| 2001 | FreakyLinks                                        |          |           |        | Sí    | Episodi "Subject: Still I Rise" com a assistent de producció |
| 2001 | Jay and Silent Bob Strike Back                     |          |           |        | Sí    | (veu) (sense acreditar) com The C.L.I.T. |
| 2004 | Snowball Effect: The Story of 'Clerks'             |          |           |        |       | Productor de línia |
| 2004 | Clerks 10th Anniversary Q & A                      |          | Sí        |        |       | Productor |
| 2004 | Clerks: The Lost Scene                             |          |           |        | Sí    | (veu) com a Mr. Dwyer |
| 2005 | Laws of Gambling                                   |          | Sí        |        | Sí    | Com a cambrer |
| 2005 | The Ape                                            |          | Sí        |        |       | productor executiu |
| 2006 | Clerks II                                          |          |           |        | Sí    | Com Sexy Stud |
| 2006 | Train Wreck!                                       | Sí       | Sí        | Sí     |       | |
| 2006 | Back to the Well: the making of Clerks II          | Sí       | Sí        | Sí     |       | |
| 2007 | The Art of Travel: Production Webisodes            | Sí       | Sí        | Sí     |       | |
| 2007 | Good Time Max                                      |          | Sí        |        | Sí    | (co-productor); com Carl |
| 2008 | Sold Out: A Threevening with Kevin Smith           | Sí       | Sí        | Sí     |       | co-productor; co-director |
| 2009 | Fanboys                                            |          |           |        | Sí    | Com a Bob el camioner |
| 2009 | Popcorn Porn - Watching Zack and Miri Make a Porno | Sí       | Sí        | Sí     |       | |
| 2011 | Kevin Smith: Too Fat for 40                        | Sí       | Sí        | Sí     |       | |
| 2011 | Tracing Amy - The Chasing Amy Doc                  | Sí       | Sí        | Sí     |       | |
| 2011 | Hollywoo                                           |          |           |        | Sí    | Com a cap de seguretat de Paramount |
| 2012 | Kevin Smith: Burn in Hell                          | Sí       | Sí        | Sí     |       | |
| 2012 | Get the Gringo                                     |          |           |        | Sí    | Com Hitman 2 |
| 2012 | Spoilers With Kevin Smith                          | Sí       | Sí        |        |       | Productor: Episodi #1.10 You Don't Know Dick: 'K. Phillip' Stiller? I Never Met Her Aurora's Dark Knight Peter Parker Pecked a Pack of Powers I Don't Wanna Miss a Thong Gore Score and Severed Ears Ago Cruising to the Oldies Ridley Me This, Fatman Girls Just Wanna Have Guns Director: Episodi #1.10 You Don't Know Dick: 'K. Phillip' Stiller? I Never Met Her Aurora's Dark Knight Peter Parker Pecked a Pack of Powers I Don't Wanna Miss a Thong Gore Score and Severed Ears Ago Cruising to the Oldies Ridley Me This, Fatman Girls Just Wanna Have Guns |
| 2013 | Milius                                             | Sí       | Sí        | Sí     |       | |
| 2014 | Tusk                                               |          |           |        | Sí    | Com Ernest Hemingway |
| 2014 | Marvel 75: From Pulp to Pop                        | Sí       |           |        |       | |
| 2015 | Shock the World                                    | Sí       |           |        |       | |
| 2016 | Marvel's Captain America: 75 Heroic Years          | Sí       |           |        |       | |
| 2018 | Supercon                                           | Sí       |           |        |       | També escriptor de crèdits |

## Premis i nominacions
| Any  | Premi                                                        | Categoria           | Treball nominat | Resultat  |
| ---- | ------------------------------------------------------------ | ------------------- | --------------- | --------- |
| 2013 | SXSW Film Festival                                           | Premi del Públic    | Milius          | Nominat   |
| 2013 | XLVI Festival Internacional de Cinema Fantàstic de Catalunya | Premi Noves Visions | Milius          | Guanyador |